# Mobilització espontània

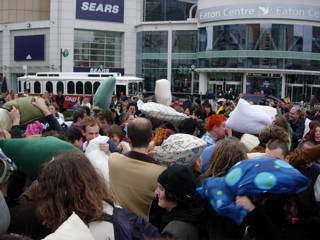
Batalla de coixins a Toronto el 2005

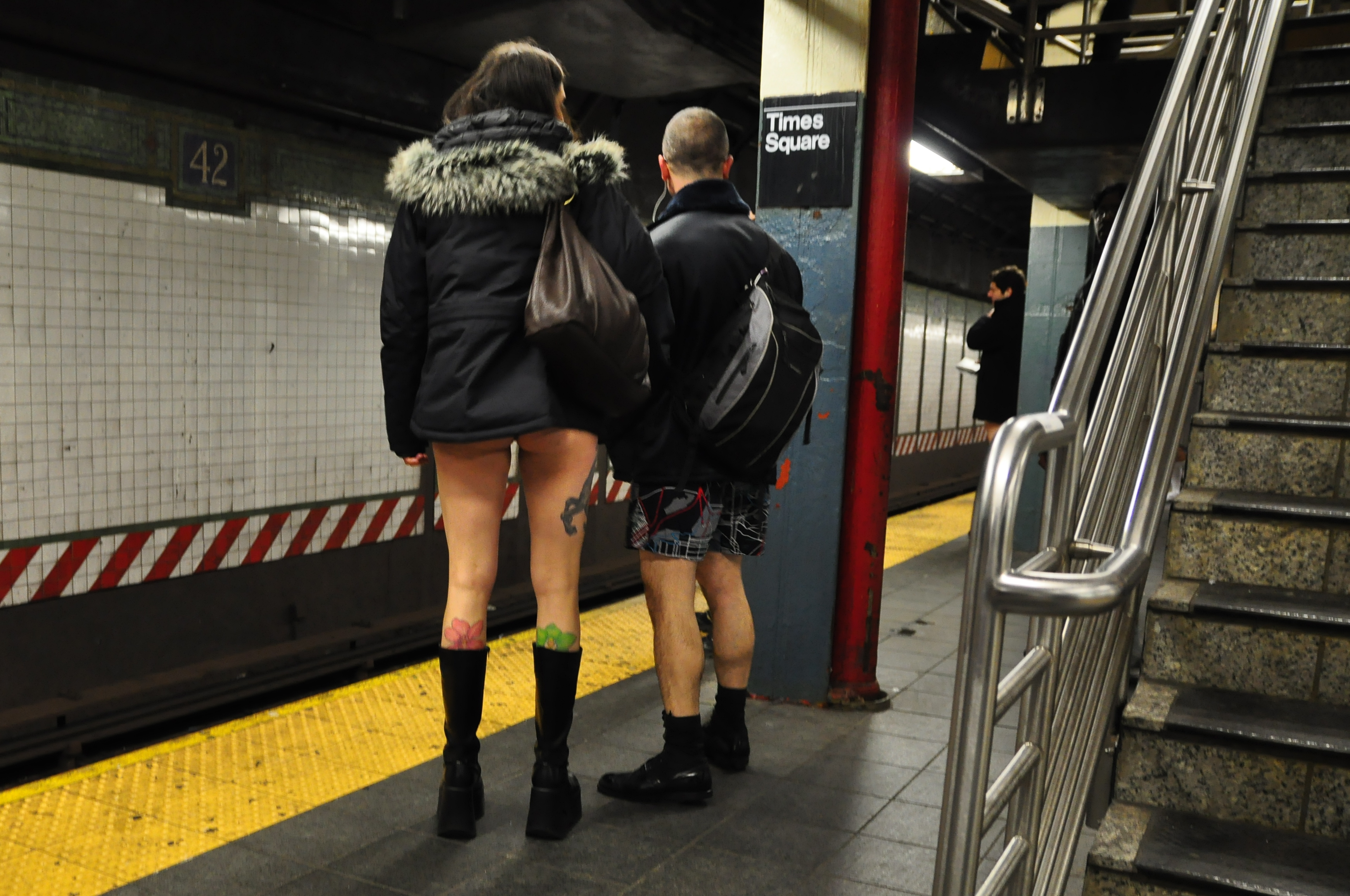
Dia sense pantalons a Nova York el 2012

Mobilització espontània (en anglès, flash mob), és una acció organitzada en la qual un gran grup de persones es reuneix de sobte en un lloc públic, realitza quelcom una mica inusual i després es dispersa ràpidament. Solen convocar-se a través dels mitjans telemàtics (mòbils i Internet i en la major part dels casos, no tenen cap objectiu més que l'entreteniment, però poden convocar-se també amb objectius polítics, reivindicatius, solidaris o publicitaris.
Una de les particularitats d'aquestes "tribus temporals" és que no requereixen comptar amb el suport dels mitjans de comunicació per comunicar-se, coordinar-se i actuar de manera conjunta, ja que la seva comunicació funciona a través de xarxes socials virtuals. Els individus utilitzen les tecnologies de la comunicació per difondre missatges a les seves xarxes socials d'amics i coneguts, els quals fan el mateix fins a construir una gran cadena de comunicació, que és capaç de mobilitzar milers de persones.

## Organització
N'hi ha prou que algú convoqui a una manifestació a través d'un missatge, canalitzat per algun suport digital, perquè comenci l'efecte "bola de neu". Alguns dels canals utilitzats són:
- Dispositius amb connexió a Internet, web,[4] fòrums, comunitats virtuals,[5] correu electrònic, blog, xat, etc.
- Cadena de missatges de text
- Transferència de boca en boca

En aquests missatges s'informa el dia, lloc i hora exacta de la trobada. Ja que les mobilitzacions espontànies poden durar a penes uns minuts, cal que tots els participants sincronitzin els seus rellotges sota una hora oficial. Una altra particularitat d'aquest fenomen és que als convocats no sempre se'ls informa sobre el tipus de mobilització que es realitzarà, ja que això es comunica al mateix lloc d'encontre (o en un bar proper a on es farà la manifestació).

## Orígens
El fenomen de les mobilitzacions espontànies va començar amb la publicació l'octubre de 2002 del llibre del sociòleg Howard Rheingold, "Smart Mobs: The Next Social Revolution". En aquest llibre l'autor predeia que la gent usarà les noves tecnologies de comunicació (Internet, telèfons mòbils) per a autoorganització. En juny de 2003 Rob Zazueta de San Francisco, després d'haver llegit les obres de Rheingold, va crear la pàgina web http://flocksmart.com en la qual per primera vegada els "mobbers" van començar a planejar les seves reunions.
El primer flashmob es va organitzar a Manhattan el 3 de juny de 2003 per Bill Wasik, editor júnior del Harper's Magazine. L'origen d'aquesta mobilització espontània va ser desconegut fins que Wasik va publicar un article sobre la seva creació el març de 2006 en una edició de Harper's Magazine. Aquest primer intent va ser un fracàs, ja que algú va informar la botiga sobre el que anava a passar.
El primer flash mob que va tenir èxit es va realitzar el 17 de juny de 2003 a Nova York, Estats Units, en el departament de vendes de Macy's. Per prevenir els problemes del primer intent, Wasik es va reunir amb els participants en uns punts de trobada preliminars -quatre bars de voltants de Manhattan- on van ser repartides les instruccions amb la informació sobre el que anaven a fer i el lloc on es realitzarà l'esdeveniment just abans del començament d'aquest. Més de 100 persones van pujar en la novena planta de Macy's, on es trobava el seu departament de catifes i es van reunir al voltant d'una catifa caríssima. Qualsevol, a qui s'apropés el dependent de la botiga, li contestava que ells vivien junts en un magatzem d'afores de Nova York, i que tots ells han vingut a comprar "La Catifa d'Amor", ja que totes les seves decisions les prenien en grup.
El primer flashmob en l'àmbit catalanoparlant es va convocar a Barcelona el 4 d'octubre de 2003, al costat de la Monument a Colom de la Rambla. El flashmob consistia a situar-se en la base del monument amb el braç alçat, apuntant amb el dit índex cap al mar. Després de passar dos minuts, calia donar dues voltes per a tot seguit posar-se a cridar "Què venen els indis!" I dispersar-se en silenci. Van acudir unes deu persones.

## Objectius i derivacions
Les mobilitzacions espontànies van començar com espectacles sense sentit, i es considera que l'única raó possible per organitzar aquests encontres és la diversió. Els matisos socials i polítics converteixen les mobilitzacions espontànies en smartmobs. Tanmateix, avui en dia a tots els esdeveniments sociopolítics d'aquestes característiques se'ls sol denominar mobilitzacions espontànies. És la manera més fàcil, operativa i menys perillosa de mostrar l'opinió pública o cridar l'atenció manifestant algun problema existent.
Les absurdmobs tenen un matís diferent, se centren a generar actes col·lectius per dur a terme un gest absurd multitudinari. La primera absurdmob es va realitzar el 9 de novembre del 2006 a Barcelona, va consistir en unes 25 persones que van començar a xutar llaunes de Coca Cola a la plaça del Born, i posteriorment es van dispersar.
Els objectius de les absurdmobs és reprendre el caràcter inicial de les primeres flashmobs: activitats comunitàries d'auto-organització amb mitjans telemàtics, l'objectiu de les absurdmobs és potenciar el caràcter d'espectacularització que comporta posar-se d'acord multitudinàriament per a una activitat absurda.

## Mobilitzacions espontànies en l'àmbit catalanoparlant
- 4 d'octubre de 2003 (Barcelona): Què venen els indis![7]
- 15 de març de 2008 (Barcelona): 1878 sense sostre a Barcelona.[9]
- 29 d'agost de 2008 (Barcelona): Bang![10]
- 25 d'octubre de 2008 (Barcelona): 1,2,3 Pica Paret[11]
- Silent Rave
- Freeze
- Balloon Battle
- 5 de juny de 2009 (Barcelona): Guerra de Coixins[4]
- 25 de juny de 2009 (Barcelona): Watergun Fight 2009
- 13 de novembre de 2009 (València): La traviata[12]
- Bang 2009
- Street Fight
- Falsa recepción a Improv Everywhere
- Experimento Mp3
- Maratón Flashmob ¡Mano con Mano!
- Sorpresa en el Palau de la Música
- No Pants Subway Ride
- Barnie Coz ¡Cabalga por Barcelona!
- Barnamob a la Com
- Desembarco en la SGAE
- 11 d'abril de 2010 (Barcelona): Flashmbob de Casal Rock, de TV3
- 9 de maig de 2010 (Barcelona): Boda coreografiada "Mi Gran Boda Dancemob"[5]
- 29 de maig de 2010 (Reus): Diverses coreografies[13]
- 5 de juny de 2010 (València): Flashmob ninja[14]
- 25 de juny de 2010 (Es Castell) Coreografia d'"Applejack" de The Triangles.[15]
- Watergun Fight 2010
- Bang 2010!
- Sorpresa a les Festes de la Mercè
- Guerra de Nieve
- 26 de novembre de 2010 (La Garriga): Ballada multitudinària per les lesions medul·lars i cerebrals adquirides.[1]
- 2 de desembre de 2010 (Torredembarra): Ballada multitudinària per les lesions medul·lars i cerebrals adquirides.[2]
- 26 de març de 2011 a Sóller.